# Xupl
O xupl é um formato de dados legível por humanos, projetado para ser estruturalmente equivalente ao XML, mas representacionalmente semelhante às linguagens de programação no estilo C.

## Recursos
A sintaxe xupl foi projetada com os mesmos objetivos do XML mas pode ser facilmente criada e lida por humanos, aproveitando o conjunto de ferramentas legível por máquina do XML e as ferramentas IDE de muitas linguagens de alto nível.

## Exemplos

### Documento de exemplo
```
note: to: "Tove". from: "Jani". heading: "Lembrete". body: "Não me esqueça esse fim de semana!"
```

Alternativamente:
```
note {
  to: "Tove"
  from: "Jani"
  heading {"Lembrete"}
  body {"Não me esqueça esse fim de semana!"}
}

```

## Elementos da linguagem

### Componentes básicos do xupl

#### Atributos
Os atributos são especificados como uma lista separada por vírgula de pares nome-valor ou valor-nome.
```
html lang "en", "RTL" dir:
  head{title:"Meu xupl"}
  body:
    a "/nicerobot/text-plain/wiki/xupl":"xupl"

```

### Componentes avançados do xupl
O xupl não requer o fechamento de tags no final do documento. Isso facilita a transmissão limitada de conteúdo em um documento. Para facilitar documentos concisos e demonstrados pelo exemplo HTML acima, um nome de atributo por tag (e por espaço de nome) é opcional para o qual o analisador xupl fornecerá o nome padrão.

### XML e SDL
O xupl é sintaticamente semelhante ao SDL (Simple Declarative Language) mas difere fundamentalmente porque o xupl fornece uma representação exata, mas alternativa, de qualquer documento XML.

### Ligações
Implementações e ligações nativas para xupl existem para os seguintes idiomas:
- Java
  - xupl
- Javascript
  - js-xupl
- Go!
  - goxupl
- Objective-C
  - xupl.framework
- Perl
  - xupl
- PHP
  - xupl
- Python
  - Pyxupl